# Amebiasi
Con il termine amebiasi si indicano tutte le principali sindromi dovute a infezione da Entamoeba histolytica. I disturbi più frequenti sono rettocolite o dissenteria amebica, amebiasi epatica o intestinale cronica. Il focolaio può interessare anche cuore, peritoneo o polmoni.

## Eziologia
Oltre alla più diffusa, la Entamoeba histolytica, esistono anche altri parassiti responsabili come Entamoeba dispar.

## Epidemiologia
Studi hanno stimato una popolazione infetta di circa 500 milioni di persone nel mondo, ma di esse solo una piccola parte, intorno al 10%, mostra segni riconoscibili. La malattia risulta più diffusa in determinate popolazioni del nord Africa, del Medio Oriente e del Centro-Sud America, si sono registrati numerosi casi anche in paesi industrializzati come USA e Giappone, in Italia i casi sono sporadici e in persone con passato di turismo nelle zone endemiche.

## Sintomatologia
I sintomi e i segni clinici mostrano anoressia, nausea, vomito, diarrea, colite, peritonite, ma capita anche che le persone non mostrino alcun sintomo. o che il sintomo sia rappresentato soltanto da una possente orticaria.

### Manifestazioni cliniche
Oltre ai sintomi base, si sono evidenziate diverse forme cliniche:
- Amebiasi intestinale acuta, la forma più comune, la cui diffusione è condizionata dalle difese immunitarie del soggetto, ed è quindi più facilmente trasmissibile in bambini, in persone con malnutrizione, donne gravide e turisti occasionali
- Colite amebica fulminante
- Colite amebica cronica
- Ameboma, una delle forme più rare
- Amebiasi extraintestinale

## Patogenesi
La forma di infezione avviene quando il parassita penetra nell'organismo tramite ingestione di cibi o acqua infetti.

## Esami
Per i vari sintomi espressi si potrebbe incorrere in una falsa diagnosi, ad esempio i tratti patologici ricordano la sindrome del colon irritabile, ma anche la diverticolite, la schistosomiasi, salmonellosi e la colite ulcerosa. Sono varie le metodiche per effettuare una diagnosi della malattia, la migliore rimane l'esame copromicroscopico usato con la tecnica di Ritchie, altri esami sono:
- Coprocoltura specifica
- Endoscopia
- Indagini sierologiche
- Ecotomografia
- Proctoscopia, dove si evincono lesioni mucose
- Fra i test utilizzati ELISA e l'emoagglutinazione indiretta forniscono i migliori risultati

## Terapia
Come trattamento farmacologico si somministrano particolari amebicidi: Diloxanide furoato, Metronidazolo, Tinidazolo.
Inoltre vi sono terapie di supporto e occorre la reidratazione dei liquidi, da notare che per Entamoeba dispar non occorre alcuna terapia
Il carbarsone, conosciuto anche come acido p-carbaminofenilarsinico è un preparato organico di arsenico pentavalente, usato nelle infezioni protozoarie, come appunto l'amebiasi.